# Вернёй-сюр-Сер
Вернёй-сюр-Сер (фр. Verneuil-sur-Serre) — коммуна во Франции, находится в регионе Пикардия. Департамент коммуны — Эна. Входит в состав кантона Марль. Округ коммуны — Лан.
Код INSEE коммуны — 02787.

## Население
Население коммуны на 2010 год составляло 271 человек.
| 1962 | 1968 | 1975 | 1982 | 1990 | 1999 | 2010 |
| ---- | ---- | ---- | ---- | ---- | ---- | ---- |
| 269  | 238  | 243  | 265  | 259  | 253  | 271  |

## Экономика
В 2010 году среди 171 человека трудоспособного возраста (15—64 лет) 132 были экономически активными, 39 — неактивными (показатель активности — 77,2 %, в 1999 году было 72,4 %). Из 132 активных жителей работали 119 человек (63 мужчины и 56 женщин), безработных было 13 (4 мужчины и 9 женщин). Среди 39 неактивных 15 человек были учениками или студентами, 16 — пенсионерами, 8 были неактивными по другим причинам.